# Gunner (film)
A Gunner 2024-ben bemutatott amerikai akcióthriller, amelyet Gary Scott Thompson forgatókönyvéből Dimitri Logothetis rendezett. A főbb szerepekben Luke Hemsworth, Mykel Shannon Jenkins, Yulia Klass, Grant Feely, Connor DeWolfe és Morgan Freeman látható.
2024. augusztus 16-án mutatták be a mozikban.

## Cselekmény
Lee Gunner megpróbálja megmenteni fiait, Luke-ot és Travist egy veszélyes drogbandától.

## Szereplők
| Szerep           | Színész               | Magyar hang    |
| ---------------- | --------------------- | -------------- |
| Lee Gunner       | Luke Hemsworth        | Schmied Zoltán |
| Kendrick Ryker   | Morgan Freeman        | Papp János     |
| Dobbs            | Mykel Shannon Jenkins | Varga Rókus    |
| Wally            | Joseph Baena          |                |
| Luke Gunner      | Grant Feely           |                |
| Travis Gunner    | Connor DeWolfe        |                |
| Maurice P. Kerry | Sean Keller           |                |
| Yulia Klass      | Claire                |                |
| Kaylor           | Sean Rogers           | Kapácsy Miklós |

## A film készítése
2023 januárjában jelentették be Luke Hemsworth főszereplését a készülő filmben. A következő hónapban Morgan Freeman csatlakozott a szereplőgárdához. 2023 áprilisában Joseph Baena, Grant Feely, Connor DeWolfe és Mykel Shannon Jenkins is leszerződött a filmre.
A forgatás 2023. március 30-án kezdődött az alabamai Birminghamben. 2023 áprilisában Bessemerben is vettek fel jeleneteket.

## Fogadtatás
Jeffrey M. Anderson, a Common Sense Media munkatársa ötből két csillagot adott a filmre. Matthew Donato a Collider magazintól 10-ből 3-ra értékelte a filmet.

## Fordítás
- Ez a szócikk részben vagy egészben  a   Gunner (film) című angol Wikipédia-szócikk fordításán alapul.  Az eredeti cikk szerkesztőit annak laptörténete sorolja fel. Ez a jelzés csupán a megfogalmazás eredetét és a szerzői jogokat jelzi, nem szolgál a cikkben szereplő információk forrásmegjelöléseként.